# Kenneth Rose
Kenneth Vivian Rose (15 novembre 1924 - 28 janvier 2014)  est un journaliste et biographe royal britannique. 

## Biographie
Fils d'Ada et de Jacob Rosenwige, un chirurgien juif de Bradford, Rose fait ses études à Repton et au New College d'Oxford . Il sert dans les Welsh Guards 1943-6 et est attaché à Phantom, 1945. Il fait une brève période d'enseignement en tant que maître adjoint au Collège d'Eton, en 1948. Sa carrière de journaliste débute lorsqu'il rejoint la rédaction du Daily Telegraph, poste qu'il occupe de 1952 à 1960. Il fonde et écrit la colonne Albany, 1961-1997, pour le Sunday Telegraph .
Rose est un écrivain primé, ayant remporté le prestigieux Whitbread Book Award dans la catégorie biographie en 1983 pour son livre, George V. Il partage ce prix avec Victoria Glendinning, qui gagne pour son livre Vita. Il est nommé CBE dans les honneurs du Nouvel An 1997.
Deux volumes réputés des journaux de Rose édités par DR Thorpe sont publiés en 2018 et 2019. Une critique dans The Spectator du biographe Philip Ziegler déclare: "Il était, bien sûr, un snob - personne ne pouvait écrire une chronique sociale dans le Sunday Telegraph pendant plus de 50 ans sans quelques instincts snob - mais il était intelligent, singulièrement bien informé, et capable de temps en temps d'administrer une morsure acérée aux mains nobles qui l'ont nourri de son matériel. On peut raisonnablement dire que sa contribution à l'histoire sociale est limitée dans ses paramètres, mais c'est une contribution réelle pour autant. C'est aussi très amusant à lire » .

## Publications
- Who Wins, Who Loses. The Journals of Kenneth Rose. Vol. 2, 1979-2014. Edited by D. R. Thorpe (Weidenfeld & Nicolson, London 2019)
- Who's In, Who's Out. The Journals of Kenneth Rose. Vol. 1, 1944–1979. Edited by D. R. Thorpe (Weidenfeld & Nicolson, London 2018)
- Elusive Rothschild: The Life of Victor, Third Baron  (2003)
- King George V (1983), awarded the Wolfson History Prize  (ISBN 0-297-78245-2)
- Kings, Queens & Courtiers : intimate portraits of the Royal House of Windsor from its foundation to the present day (1985)
- Who's Who in the Royal House of Windsor (1985)
- William Harvey : a monograph (1978)
- The Later Cecils (1975)
- Superior Person; a portrait of Curzon and his circle in late Victorian England (Weidenfeld & Nicolson, London 1969)